# Памятник Гейдару Алиеву (Грозный)
Памятник Гейдару Алиеву был открыт в Грозном в декабре 2017 года. Памятник представляет собой памятную доску из чёрного мрамора с портретом Гейдара Алиева. По бокам от неё установлены отполированные мраморные блоки с изображёнными на них флагами Азербайджана и Чечни. На постаменте под флагами установлены две плиты с цитатами. Слева:
Гейдар Алиев всегда был олицетворением традиционно крепкой дружбы между народами Азербайджана и Чечни. Это позволило заложить прочную основу для развития взаимовыгодного сотрудничества и братских отношений.
А.-Х. А. Кадыров.
Справа:
В самое тяжёлое время Ахмат-Хаджи Кадыров сумел не только объединить и возглавить свой народ, но и сохранить целостность Российской Федерации. Он одержал безоговорочную победу над международным терроризмом в Чеченской Республике. Величие Ахмат-Хаджи Кадырова - в мужестве, стойкости и постоянном стремлении к миру и стабильности на Кавказе.
Г. А. Алиев.
Памятник был открыт в одноимённом сквере. Площадь сквера составляет около 10 тысяч м², из них площадь газонов — 4600 м². В парке установлена современная система освещения и полива зеленых насаждений. Одновременно с открытием памятника было объявлено о присвоении имени Гейдара Алиева одной из улиц Грозного.